# Bonellide
ll bonellide è un formato di pubblicazione impiegato per gli albi a fumetti prodotti nelle stesse forme e dimensioni di quelli pubblicati dalla Sergio Bonelli Editore, ovvero 16 × 21 centimetri di lato, brossurati, generalmente con una foliazione di 96 pagine. Il termine aveva inizialmente un'accezione negativa in quanto era usato per epigoni, prodotti da altri editori, delle serie di successo della Bonelli ma ha poi raggiunto una connotazione neutra, utile ad indicare un formato editoriale specifico.

## Storia
Il formato venne ideato nel 1952 dalla Bonelli per pubblicare la ristampa della "Collana del Tex" che era pubblicata invece nel caratteristico formato a strisce (16,5 × 8 cm) tipico del periodo nel quale in ogni pagina vi erano al massimo tre vignette. Il nuovo formato scelto per la ristampa era ottenuto rimontando tre strisce per tavola; l'iniziativa ebbe successo tanto che l'editore avviò una seconda ristampa nel 1958 con le stesse caratteristiche che, nel 1968, sostituirà la collana a strisce originaria nella pubblicazione delle storie inedite e, inoltre, il nuovo formato venne impiegato anche per le altre testate dell'editore il quale abbandonò definitivamente l'uso del formato a strisce.
Nei primi anni novanta, in particolare in seguito al successo di un'altra serie della Bonelli, Dylan Dog, il formato venne impiegato anche da altri editori per serie che si ispiravano a questo personaggio e che ebbero spesso vita breve come, ad esempio, Dick Drago, Gordon Link o Elton Cop. Successivamente il formato venne impiegato anche per serie di altri editori che non furono epigoni di Dylan Dog e che ebbero, in alcuni casi, un certo successo come Lazarus Ledd o John Doe. C'è anche il caso di serie di produzione straniera che nell'edizione originale avevano un formato diverso ma che in Italia sono state pubblicate nel formato bonellide come, ad esempio, Dago.

## Esempi
| Serie                                 | Casa editrice                     | Anni pubblicazione   | Numeri pubblicati                                                                                    |
| ------------------------------------- | --------------------------------- | -------------------- | --- |
| 2012 - Cagliostro Agency              | 7even Age Entertainment           | 2012                 | 2 |
| 2700                                  | Antropos; Piuma Blu; Orione       | 1994-2002            | n°0 + 20 + 13 speciali                                                                               |
| "A" come ignoranza                    | Panini Comics                     | 2014-2016            | 14                                                                                                   |
| A Panda piace... l'avventura          | Panini Comics                     | 2013-2015            | 8 |
| Alamo                                 | Edizioni Bianconi                 | 1980                 | 4 |
| Arcadia presenta                      | Edizioni Arcadia                  | -                    | 1 (interrotta)                                                                                       |
| Arkhain                               | Cult Comics                       | 2000                 | 4 |
| Bad Moon                              | Xenia Edizioni                    | 1994                 | 7 |
| Balboa                                | Play Press                        | 1989-1993            | 44                                                                                                   |
| Beverly Kerr                          | Max Bunker Press                  | 2000-2007            | 9 + 1 graphic novel                                                                                  |
| Billi Band                            | Editoriale Universo               | 1994-1995            | 12                                                                                                   |
| Breve storia degli UFO a fumetti      | Light & Darkness Publishing       | 2012                 | 1 |
| Carabina Slim                         | Geis Gruppo Editoriale            | -                    | - |
| Chef Rubio: Food Fighter              | Star Comics                       | 2014                 | 1 |
| Cobra                                 | Eden Edizioni                     | 1991-1992            | 6 |
| Colt                                  | Barbieri Editore                  | 1990-1991            | 7 |
| Cornelio                              | Star Comics                       | 2008-2010            | n° 0 + 12 + speciale                                                                                 |
| Coyote                                | Geis Gruppo Editoriale            | 1976-1977            | 8 |
| Cronache di Legend                    | 7even Age Entertainment           | 2010                 | 1 (proseguita su Storie di Legend)                                                                   |
| Dago                                  | Eura Editoriale; Editoriale Aurea | 1995-2013            | 199 (in corso)                                                                                       |
| Dagon                                 | B.B.D. Presse                     | 1994                 | n°0 + 5                                                                                              |
| Dakota Joe                            | Editoriale Italia                 | 1972-1973            | 9 |
| David Murphy 911                      | Panini Comics                     | 2008-2009            | n°0 + 4                                                                                              |
| Davvero                               | Star Comics; Edizioni Arcadia     | 2012-2018            | 7 |
| Demon Hunter                          | Xenia Edizioni                    | 1993-1996            | 0 + 37 + 1 speciale + 1 poster story                                                                 |
| Demon Story                           | Fenix                             | 1992                 | 9 |
| Detective Dante                       | Eura Editoriale                   | 2005-2007            | n°0 + 24                                                                                             |
| Dick Damon                            | B.B.D. Presse                     | 1995                 | n°0                                                                                                  |
| Dick Drago                            | Fenix                             | 1994-1995            | 11                                                                                                   |
| Dr. Morgue                            | Star Comics                       | 2011-2012            | n°0 + 6 + 1 speciale                                                                                 |
| Draco                                 | 7even Age Entertainment           | 2011                 | 3 |
| Dust                                  | Edizioni Dardo                    | 1973                 | 6 |
| Elder - I mondi di Avalon             | 7even Age Entertainment           | 2012                 | 2 |
| Elton Cop                             | Eden Edizioni                     | 1991                 | 5 + 3 speciali                                                                                       |
| Engaso 0.220                          | Micro Art                         | 1995-2000            | n°0 + 9 + 2 speciali                                                                                 |
| ESP                                   | Editoriale Universo               | 1995-1997            | 18                                                                                                   |
| Factor-V                              | Star Comics                       | 2010-2011            | n°0 + 6                                                                                              |
| Full Moon Project                     | Eden Edizioni                     | 1991-1992            | 7 |
| Fumetti dell'orrore                   | Edifumetto                        | 1979                 | 5 |
| Goccianera                            | Star Comics                       | 1998-2000            | n°0 + 4 + 1 speciale                                                                                 |
| Gordon Link                           | Editoriale Dardo                  | 1991-1993            | 22 + 2 Hit + 3 speciali                                                                              |
| Gotika                                | 7even Age Entertainment           | 2012                 | 4 |
| Hammer                                | Star Comics                       | 1995-1996            | n°0 + 13 + 1 storia inedita (Cronaca di Topolinia)                                                   |
| Harry Moon                            | Planeta De Agostini               | 2010                 | n°0 + 4(interrotta)                                                                                  |
| Ironheart                             | Marchio Giallo                    | 1995-1996            | n°0 + 5                                                                                              |
| Jesus                                 | Geis Gruppo Editoriale            | 1976-1978            | 25                                                                                                   |
| John Doe                              | Eura Editoriale; Editoriale Aurea | 2002-2012            | 4 dossier + 78 + 22                                                                                  |
| Jonathan Steele (seconda serie)       | Star Comics                       | 2004-2009            | n°0 + 53 + 5 Extra + 5 Agenzia Incantesimi + 7 Speciali                                              |
| Jonathan Steele (terza serie)         | Kappalab                          | 2013-2016            | 3 |
| Kepher                                | Star Comics                       | 2011-2012            | n°0 + 4 (interrotta)                                                                                 |
| Kerry Kross                           | Max Bunker Press                  | 1994-2008            | 22 + 3 graphic novel                                                                                 |
| Kevin Rako                            | Edizioni C.I.I.                   | 1994                 | 3?                                                                                                   |
| Khor                                  | Star Comics                       | 2007-2008            | n°0 + 4                                                                                              |
| Kill Killer                           | Roberto Galati Editore            | 1999-2000            | 6 |
| Kociss                                | Editoriale Italia                 | 1972-1973            | 8 |
| Koko                                  | Geis Gruppo Editoriale            | 1976-1977            | 10                                                                                                   |
| Kwa-Sind                              | Edizioni Euroamericane            | 1976                 | 1 |
| L'insonne                             | Free Books; Edizioni Arcadia      | 2004-2011            | n°0 + 10 + 1 extra + 1 speciale + 3 + 3 speciali                                                     |
| La notte del presepe vivente          | Star Comics                       | 2014                 | 1 |
| LAW - Il lato oscuro della legge      | Star Comics                       | 2012                 | n°0 + 6                                                                                              |
| Lazarus Ledd                          | Star Comics; Editoriale Cosmo     | 1992-2017            | n° 0 + 152 + 27 extra + 11 speciali                                                                  |
| Legend!                               | 7even Age Entertainment           | 2009                 | 2 (proseguita su Cronache di Legend)                                                                 |
| Legion75                              | Star Comics                       | 2012                 | n°0 + 6                                                                                              |
| Legione Stellare                      | Star Comics; Edizioni Arcadia     | -                    | 1 + n°0 + 1                                                                                          |
| Leo Morgan                            | Eura Editoriale                   | -                    | 4 |
| Long Wei                              | Editoriale Aurea                  | 2012-2013            | n°0 + 12                                                                                             |
| Lupo Bianco                           | Geis Gruppo Editoriale            | 1976-1977            | 7 |
| Max Living                            | Arca Perduta                      | 1994-1995            | n°0 + 6 + 1 speciale                                                                                 |
| Metamorphosis                         | Editoriale Aurea                  | 2012-2013            | n°0 + 3                                                                                              |
| Misteri per caso                      | Star Comics                       | 2012                 | n°0 (interrotta)                                                                                     |
| Mondo naif                            | Star Comics                       | -                    | n°0 + 3                                                                                              |
| Morgan - La Sacra Ruota               | Star Comics                       | 1998-1999            | n°0 + 4                                                                                              |
| N.O.X. - Squadra Speciale Europa      | Star Comics                       | 2011-2012            | n°0 + 6                                                                                              |
| Nemrod                                | Star Comics                       | 2007-2009            | I cacciatori della bestia 666: n°0 + 12; Armageddon: 4; La grande caccia: 8; 1 speciale (interrotta) |
| Nick Turbine                          | B.B.D. Presse                     | 1994                 | 5 |
| Nirvana                               | Panini Comics                     | 2011-2013            | 2 n°0 + 12                                                                                           |
| Nuvole nere                           | Star Comics                       | 2011-2012            | n°0 + 6                                                                                              |
| Padre Kimberly                        | Max Bunker Press                  | -                    | 2 + 1 graphic novel                                                                                  |
| Pepper Russel                         | Max Bunker Press                  | 2008-2012            | 3 graphic novel                                                                                      |
| Pinkerton S.A.                        | Star Comics                       | 2010-2011            | n°0 + 6                                                                                              |
| Poe                                   | Eura Editoriale                   | -                    | 4 |
| Profondo rosso                        | Eden Edizioni                     | -                    | 14 + 2 speciali                                                                                      |
| PT7                                   | Perfect Trip Production           | 1999-2000            | 6 |
| Radairk                               | 7even Age Entertainment           | 2010                 | 3 (proseguita su Draco)                                                                              |
| Rat-Man Collection                    | Cult Comics; Panini Comics        | 1997-2017            | 122                                                                                                  |
| Ray Runner                            | B.B.D. Presse                     | 1994                 | n°0                                                                                                  |
| Revolution Complex                    | Editoriale Aurea                  | -                    | 1 |
| Ronny Balboa                          | Play Press                        | 1993-1995            | 21 (dal n°45 al n°66)                                                                                |
| Ronny Ross                            | Play Press                        | 1995-1996            | 14 (dal n°67 al n°81)                                                                                |
| Rourke                                | Star Comics                       | 2009-2010            | n°0 + 8                                                                                              |
| Samuel Sand                           | Star Comics                       | 1996-1997            | 7 |
| Samuel Stern                          | BUGS Comics                       | 2019-in corso        | n°0 + 60 + 3 speciali + 5 I racconti dal Derryleng                                                   |
| Santiago                              | Star Comics                       | 1996-1997            | 5 |
| San Michele - I sigilli della folgore | Star Comics                       | 2010-2011            | n°0 + 6                                                                                              |
| Steampunk                             | Hobby & Work                      | -                    | 3 |
| Storie di Legend                      | 7even Age Entertainment           | 2011                 | 1 (interrotta)                                                                                       |
| Suore Ninja                           | Star Comics                       | 2012                 | n°0 + 6                                                                                              |
| The Porking Dead                      | Star Comics                       | 2014                 | 1 |
| The Secret                            | Star Comics                       | 2011                 | n°0 + 8                                                                                              |
| Trigger                               | Star Comics                       | 2009                 | n°0 + 4 (interrotta)                                                                                 |
| Unità Speciale                        | Eura Editoriale; Editoriale Aurea | 2008-2009, 2012-2013 | 15 + 6 (interrotta)                                                                                  |
| Valter Buio                           | Star Comics                       | 2010-2011            | n°0 + 12                                                                                             |
| Zan della jungla                      | Geis Gruppo Editoriale            | 1977                 | 6 |
| Kalya                                 | BUGS Comics                       | 2022-in corso        | 25                                                                                                   |

## Elenco di fumetti riproposti in formato bonellide
| Serie                            | Casa editrice                            | Anni pubblicazione | Numeri usciti          |
| -------------------------------- | ---------------------------------------- | ------------------ | ---------------------- |
| A Panda piace...                 | GP Publishing                            | 2012               | 4                      |
| Agenzia-X                        | Light & Darkness Publishing - Free Books | 2012               | 1                      |
| Airboy                           | Colors & Gold Entertainment              | 2013               | 1                      |
| Albo dell'Intrepido mese         | Blitz                                    | 1990-1991          | 11                     |
| Alice nel Paese delle Meraviglie | 7even Age Entertainment                  | 2013               | 4                      |
| Amanda                           | Eura Editoriale                          | 2000-2003          | 39                     |
| Battaglia                        | Editoriale Cosmo                         | 2014               | 10 (in corso)          |
| Black Crow                       | Editoriale Cosmo                         | 2013               | 3 (in corso)           |
| Black Hills                      | Editoriale Cosmo                         | 2013               | 2                      |
| Borderline                       | Free Books                               | 2005-2006          | 7                      |
| Bouncer                          | Editoriale Cosmo                         | 2013-2014          | 4                      |
| Buddy Longway                    | RW LineaChiara                           | 2015               | 5                      |
| Cacciatori di morte              | Editoriale Cosmo                         | 2015               | 1                      |
| Caino                            | GP Publishing                            | 2012               | 3                      |
| Catacombe                        | Editoriale Cosmo                         | 2013               | 1                      |
| C'era una volta Fables           | RW Lion Comics                           | 2013-2015          | 45 (in corso)          |
| Colby                            | Editoriale Cosmo                         | 2013               | 1                      |
| Colt 45                          | Edizioni IF                              |                    | 1 riedizione           |
| Comanche                         | GP Publishing                            | 2012               | 7                      |
| Cybersix                         | Eura Editoriale                          | 1992-1999          | 45 + 4 speciali        |
| Dago Ristampa                    | Eura Editoriale; Editoriale Aurea        | -                  | (in corso)             |
| Dampierre                        | Editoriale Cosmo                         | 2013               | 5                      |
| Daredevil (di Frank Miller)      | Panini Comics                            | 2019               | 11                     |
| Death Mountains                  | Editoriale Cosmo                         | 2015               | 1                      |
| Dogma                            | Editoriale Cosmo                         | 2015               | 1                      |
| Durandal                         | Editoriale Cosmo                         | 2014               | 2                      |
| Durango                          | GP Publishing; Editoriale Cosmo          | 2012-2013          | 8                      |
| Elias il maledetto               | Editoriale Cosmo                         | 2014               | 1                      |
| Eloisa di Montfort               | Editoriale Cosmo                         | 2013               | 1                      |
| Empire                           | Editoriale Cosmo                         | 2014               | 1                      |
| Erinni                           | Editoriale Cosmo                         | 2014               | 4                      |
| Fantomax                         | Editoriale Cosmo                         | 2015               | 1                      |
| Forever Bitch                    | Star Comics                              | 2014               | 1                      |
| Frank Lincoln                    | Editoriale Cosmo                         | 2014               | 3                      |
| Galfalek                         | Editoriale Cosmo                         | 2015               | 2                      |
| Garrett                          | Editoriale Cosmo                         | 2014               | 1                      |
| Giacomo C.                       | Editoriale Cosmo                         | 2012-2013          | 7                      |
| Gil St André                     | GP Publishing; Editoriale Cosmo          | 2012-2014          | 5                      |
| Gilgamesh                        | Eura Editoriale                          | 1999-2000          | 12                     |
| Gotham Central                   | RW Lion Comics                           | 2015               | 3 (in corso)           |
| Hans                             | Editoriale Cosmo                         | 2014               | 4                      |
| Hondo                            | Edinational                              | 1975               | 5                      |
| Hook                             | 7even Age Entertainment                  | 2013               | 2 (interrotta)         |
| I cavalieri del cielo            | Editoriale Cosmo                         | 2014               | 3                      |
| I dieci                          | Editoriale Cosmo                         | 2014               | 3                      |
| I guerriglieri                   | Editoriale Cosmo                         | 2014               | 1                      |
| I naufraghi del tempo            | Editoriale Cosmo                         | 2014-2015          | 3                      |
| I pionieri                       | Editoriale Cosmo                         | 2013               | 2                      |
| I pionieri del Nuovo Mondo       | Editoriale Cosmo                         | 2013-2014          | 9 (in corso)           |
| I pirati di Barataria            | Editoriale Cosmo                         | 2014               | 3                      |
| I protagonisti                   | Edizioni IF                              | -                  | 5                      |
| I ribelli                        | Editoriale Cosmo                         | 2013               | 1                      |
| I sentieri di Malefosse          | Editoriale Cosmo                         | 2014-2015          | 9                      |
| IAN                              | GP Publishing                            | 2012               | 2                      |
| Il cacciatore                    | GP Publishing                            | 2011-2012          | 3                      |
| Il Decalogo                      | Editoriale Cosmo                         | 2013-2014          | 4                      |
| Il grande potere del Chninkel    | Editoriale Cosmo                         | 2014               | 1                      |
| Il nuovo mondo                   | Editoriale Cosmo                         | 2015               | 1                      |
| Il vampiro di Benares            | Editoriale Cosmo                         | 2013               | 1                      |
| James Healer                     | GP Publishing                            | 2012               | 1                      |
| John Constantine                 | RW Lion Comics                           | 2015               | 3 (in corso)           |
| Jonathan Cartland                | GP Publishing                            | 2012-2013          | 4                      |
| Josse Beauregarde                | Editoriale Cosmo                         | 2015               | 1                      |
| Kinowa                           | Editoriale Dardo                         | 1976-1977          | 16                     |
| Kirk Western                     | Editrice Cenisio                         | -                  | -                      |
| Kor-One                          | Editoriale Cosmo                         | 2014               | 1                      |
| Kriminal                         | Max Bunker Press                         | 2004               | 2 graphic novel        |
| L'ordine del caos                | Editoriale Cosmo                         | 2015               | 1 (in corso)           |
| La leggenda                      | Editoriale Cosmo                         | 2013               | 3                      |
| La leggenda di Salem             | 7even Age Entertainment                  | 2013               | 3                      |
| Lancelot                         | Editoriale Cosmo                         | 2014               | 2                      |
| Lester Cockney                   | Editoriale Cosmo                         | 2012-2013          | 5                      |
| Paul Codio ...e non solo!        | Gambero Editore                          | 1 in corso         |                        |
| Lo Sparviero                     | GP Publishing; Editoriale Cosmo          | 2012-2013          | 4                      |
| Los gringos                      | Editoriale Cosmo                         | 2014               | 3                      |
| Madison                          | Editoriale Cosmo                         | 2014               | 1                      |
| Magico Vento Deluxe              | Panini Comics                            | 2013-2014          | 18 (in corso)          |
| Magus                            | Editoriale Cosmo                         | 2015               | 1                      |
| Malemort                         | Editoriale Cosmo                         | 2014               | 3                      |
| Martin Hel                       | Eura Editoriale                          | 1995-?             | almeno 94 (interrotta) |
| Maschera Nera                    | Editoriale Corno                         | 1977-1979          | 32                     |
| Masquerouge                      | Editoriale Cosmo                         | 2013               | 5                      |
| Milan K.                         | Editoriale Cosmo                         | 2014               | 1                      |
| Mille Volti                      | Editoriale Cosmo                         | 2015               | 2                      |
| Millennium                       | Editoriale Cosmo                         | 2013               | 2                      |
| No Name                          | Edizioni IF                              | -                  | n°0 + 4                |
| Nosferatu                        | Editoriale Cosmo                         | 2015               | 1                      |
| Outcast                          | saldaPress                               | 2015               | 1 (in corso)           |
| Paradox Mistery                  | General Press                            | 1995               | 3                      |
| Paul Codio ...e non solo!        | Gambero Editore                          | 2021               | 1 (in corso)           |
| Peter Pan - Neverland            | 7even Age Entertainment                  | 2013               | 3                      |
| Ralph Kendall                    | Edizioni IF                              | -                  | 1 riedizione           |
| Ramiro                           | Editoriale Cosmo                         | 2015               | 5                      |
| Requiem                          | Editoriale Cosmo                         | 2015               | 1                      |
| Sangue di drago                  | Editoriale Cosmo                         | 2015               | 2 (in corso)           |
| Satanik                          | Max Bunker Press                         | 2004               | 1 graphic novel        |
| Sinbad il marinaio               | 7even Age Entertainment                  | 2013               | 3                      |
| Snowpiercer                      | Editoriale Cosmo                         | 2014               | 1                      |
| Strangers in Paradise            | Free Books                               | 2005-2009          | 26                     |
| Streghe                          | 7even Age Entertainment                  | 2013               | 3 (interrotta)         |
| Super Eroica                     | Edizioni IF                              | -                  | 6 riedizioni           |
| Tarzan                           | Edizioni IF                              | -                  | 10 riedizioni          |
| The Punisher                     | Panini Comics                            | 2006               | 3                      |
| The Walking Dead                 | saldaPress                               | 2012-2019          | 58 (in corso)          |
| Templari                         | Editoriale Cosmo                         | 2014               | 1                      |
| Trent                            | RW LineaChiara                           | 2014               | 4                      |
| Tutto Rat-Man                    | Cult Comics, Panini Comics               | 2002-2013          | 47 (in corso)          |
| Vlad                             | Editoriale Cosmo                         | 2014               | 3                      |
| Voyager                          | Editoriale Cosmo                         | 2012-2013          | 6                      |
| Wild Angels                      | Marvel Italia                            | 1996               | 1                      |
| Willard the Witch                | Colors & Gold Entertainment              | 2013               | 2 (interrotta)         |
| Winter World                     | Editoriale Cosmo                         | 2014               | 1                      |
| Wisher                           | GP Publishing                            | 2011               | 2                      |
| Wollodrïn                        | Editoriale Cosmo                         | 2014               | 2                      |
| Y: l'ultimo uomo                 | RW Lion Comics                           | 2013-2014          | 15                     |
| Zombie - The Waking              | 7even Age Entertainment                  | 2013               | 3                      |